# نوژان-لو-روترو
نوژان-لو-روترو (به فرانسوی: Nogent-le-Rotrou) یک کمون در فرانسه است که در Canton of Nogent-le-Rotrou واقع شده‌است.

## خصوصیات
نوژان-لو-روترو ۲۳٫۴۹ کیلومترمربع مساحت و ۱۱٬۱۲۴ نفر جمعیت دارد و ۱۰۸ متر بالاتر از سطح دریا واقع شده‌است.

## خواهرخوانده
شهرهای Baiersbronn و میدهورست خواهرخوانده‌های نوژان-لو-روترو هستند.